# Toyota Verso-S
De Toyota Verso-S is een kleine MPV van de Japanse autofabrikant Toyota.

## Geschiedenis
In 1999 introduceerde Toyota al een kleine MPV, de Toyota Yaris Verso. In 2006 werd deze auto uit productie genomen. De opvolger, de Toyota Ractis werd echter alleen in Japan verkocht. Toen de Ractis op zijn beurt vernieuwd werd, werd besloten deze auto vanaf 2011 ook weer in Europa te verkopen onder de naam Verso-S. In het najaar van 2010 werd de Verso-S op de Autosalon in Parijs gepresenteerd. De naam Verso-S past in het beleid van Toyota om al haar MPV's de naam Verso mee te geven. De "S" staat volgens de autobouwer voor zowel size, smart en sophisticated. Toyota claimt dat de Verso-S met een lengte van net geen 4 meter de kortste MPV is die op het moment verkocht wordt.

## Uitvoeringen
De Verso-S is in Nederland alleen verkrijgbaar met de 1.3l VVT-i benzinemotor. In veel andere Europese landen zoals België en Duitsland is ook een 1.4l dieselversie verkrijgbaar. De auto is in drie luxegradaties verkrijgbaar: Comfort, Aspiration en Dynamic.

## Subaru Trezia
Tegelijkertijd met de Verso-S introduceerde Subaru de Trezia die op wat uiterlijke kenmerken na gelijk is aan de Verso-S. In tegenstelling tot de Verso-S is de Subaru Trezia in Nederland wel leverbaar met de 1.4 dieselmotor van 90 pk.
Personenauto's (leverbaar): Aygo · bZ4X · Camry · Corolla · C-HR · Highlander · Land Cruiser · Mirai · Prius · RAV4 · (GR) Supra · Yaris · Yaris Cross

Bedrijfswagens: Hilux · Proace

Niet meer leverbaar: 1000 · 2000GT · 4Runner · Auris · Avensis · Avensis Verso · Carina · Celica · Corolla Verso · Corona · Cressida · Crown · Dyna · FunCruiser · GT86 · Hiace · iQ · LiteAce · MR2 · Paseo · Picnic · Previa · Starlet · Tercel · Urban Cruiser · Verso · Verso-S · Yaris Verso